# Husein Gradaščević
Husein-kapetan Gradaščević (ur. 31 sierpnia 1802 w Gradačacu, zm. 17 sierpnia 1834 w Stambule) – bośniacki generał, który walczył o bośniacką autonomię w Imperium osmańskim.
Nadano mu przydomek „Smok z Bośni” (Zmaj od Bosne), którą to nazwę nosi jedna z głównych ulic w Sarajewie (znana również powszechnie jako Aleja Snajperów).